# Palazzo della Ragione (Padua)

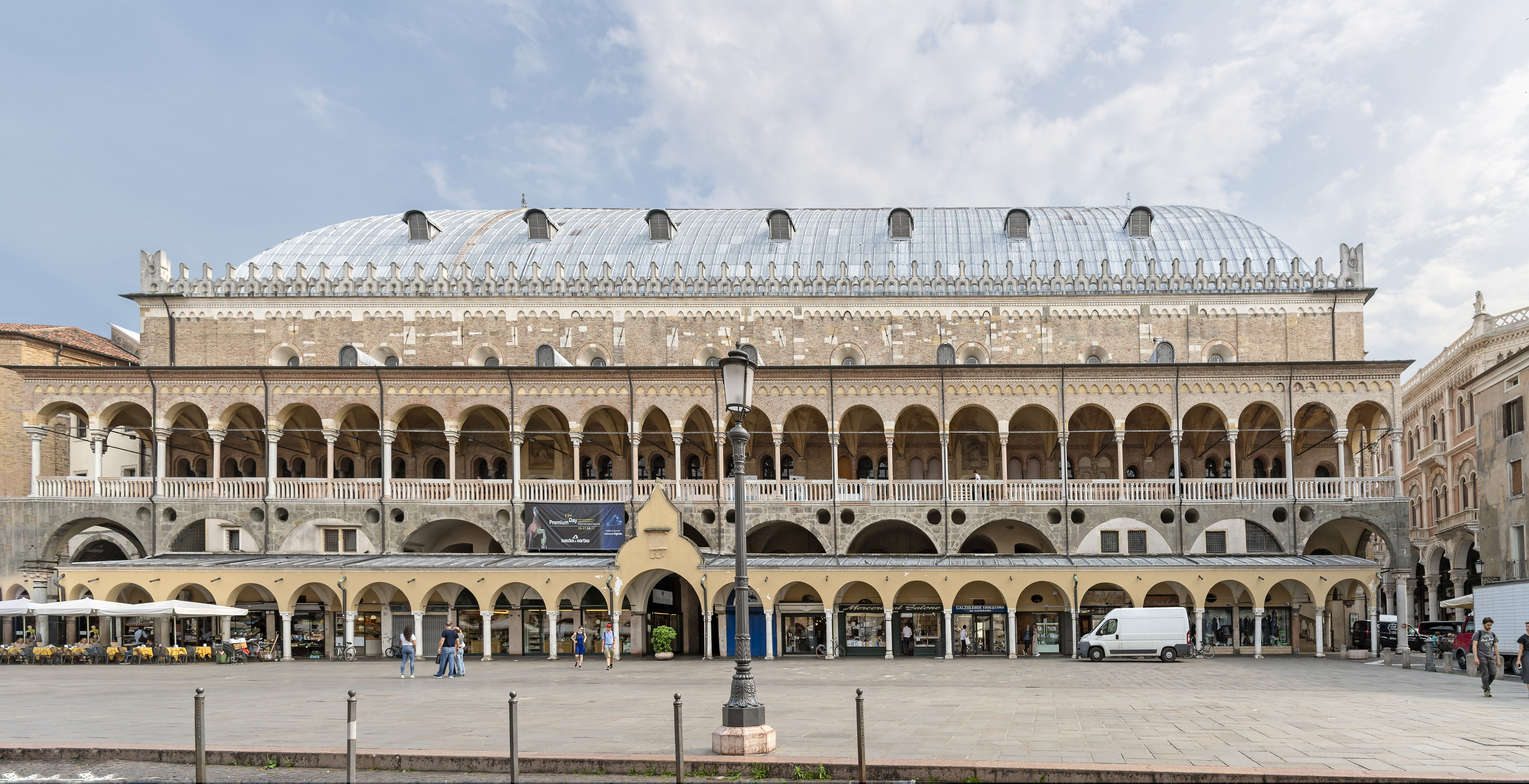
Palazzo della Ragione in Padua

Der Palazzo della Ragione (deutsch etwa Justizpalast) in der oberitalienischen Stadt Padua ist eine der bedeutendsten Profanbauten des Hoch- und Spätmittelalters bzw. der Frührenaissance in Europa. Der zwischen zwei Plätzen befindliche Bau diente – einer antiken Basilika vergleichbar – zunächst als Markt- und Gerichtsgebäude, später hauptsächlich als repräsentativer Rats- und Empfangssaal.

## Baugeschichte
Der Palazzo della Ragione wurde in den Jahren 1172 bis 1218 erbaut und etwa ein Jahrhundert später (1306–1309) um einen Dachaufbau erhöht, dessen riesiges, durch Zuganker stabilisiertes Holzgewölbe drei getrennte Räume zusammenfasste. Nach einem Brand im Jahre 1420 wurden die Zwischenwände von den mit der Rekonstruktion beauftragten venezianischen Architekten entfernt und die drei Räume zu einem riesigen Saal zusammengefasst; wahrscheinlich wurde dabei auch das bestehende Gewölbe erneuert. Im Jahre 1756 zerstörte ein Tornado das Dach und Teile des Gebäudes, so dass eine erneute Rekonstruktion notwendig wurde.

## Architektur
Der aus Ziegelsteinen gemauerten Wand sind zwei Arkadengeschosse vermutlich aus dem frühen 15. Jahrhundert vorgestellt. Während die weitgespannten Arkaden des Erdgeschosses aus Hausteinen gemauert und in den Bogenzwickeln mit kleinen runden Öffnungen (oculi) versehen sind, ruhen die nur etwa halb so breiten aus Backsteinen gemauerten Arkadenbögen des Obergeschosses auf schlanken Säulen und schließen mit einem flachen Dach über einem Zahn-, Rauten- und Rundbogenfries ab. Im Wandabschluss des zurückspringenden obersten Geschosses wiederholen sich der Rauten- und Rundbogenfries. In beiden Geschossen nimmt der Rundbogenfries die gliedernden Lisenen auf, die im Obergeschoss breiter und öfter eingesetzt werden. Hinter den Arkadenbögen des 1. Obergeschosses befinden sich Biforien, das oberste ohne Arkadenbogen zurückspringende dritte Geschoss wird von Rund- und Rundbogenfenstern belichtet. Im von einem eigenwillig gestalteten Zinnenkranz umstellten und heute mit Zinkblechen gedeckten Tonnenwalmdach sorgen mehrere kleine Rechteckfenster für zusätzliche Belichtung und Belüftung.

## Ratssaal

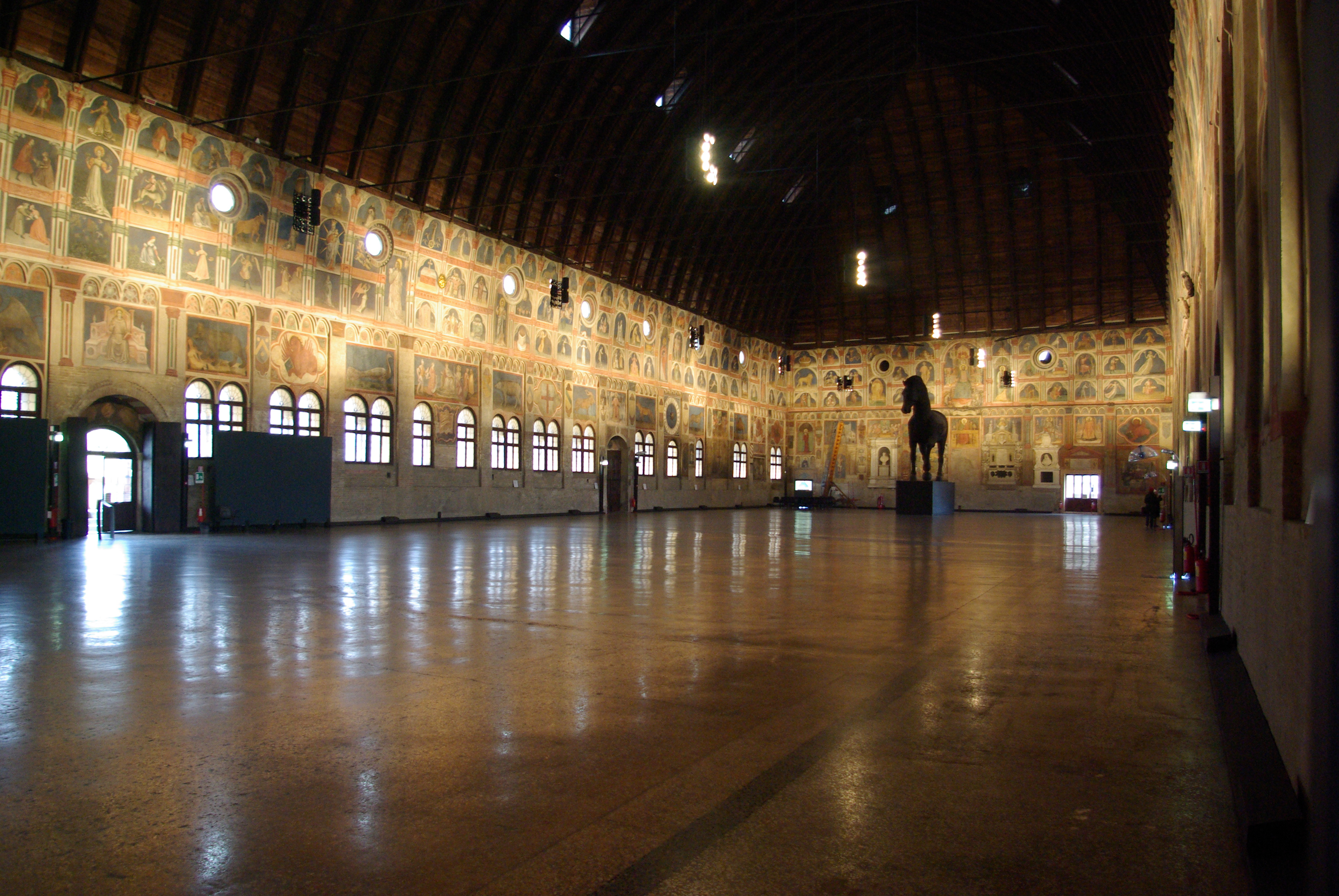
Ratssaal (salone)

Der ca. 82 Meter lange, ca. 27 Meter breite und ca. 25 Meter hohe Ratssaal (salone) mit seinem stützenlosen und nur durch eiserne Zuganker zusammengehaltenen Holzgewölbe, das in seiner Konstruktionsweise an einen umgekehrten Schiffsrumpf erinnert, ist eine der außergewöhnlichsten architektonischen Schöpfungen des ausgehenden Mittelalters. Möglicherweise ist es ein Werk venezianischer Schiffszimmerer, die auch die seitlichen gewölbten Abwalmungen meisterten. Nach dem Brand des Jahres 1420 wurde der Saal in den Jahren 1425–1440 mit einem Freskenzyklus ausgestattet, dessen mehr als hundert Einzelbilder an die astrologischen und religiösen Überlegungen und Spekulationen Pietro d’Abanos anknüpfen.
An einer der beiden Schmalseiten steht ein überlebensgroßes hölzernes Pferd, das als Kopie des Pferdes vom Reiterstandbild Gattamelatas aufgefasst wird. Auch zwei ägyptische Sphingen sind dort ausgestellt, die im 19. Jahrhundert von Giovanni Battista Belzoni nach Italien gebracht wurden. In einer Ecke des riesigen Raumes ist ein Foucaultsches Pendel zu sehen.

## Sonstiges
Auf dem Platz vor dem Palazzo della Ragione steht eine Gerichtssäule (peronio) mit einem auf vier Kugeln ruhenden Obeliskendach.

## Bilder

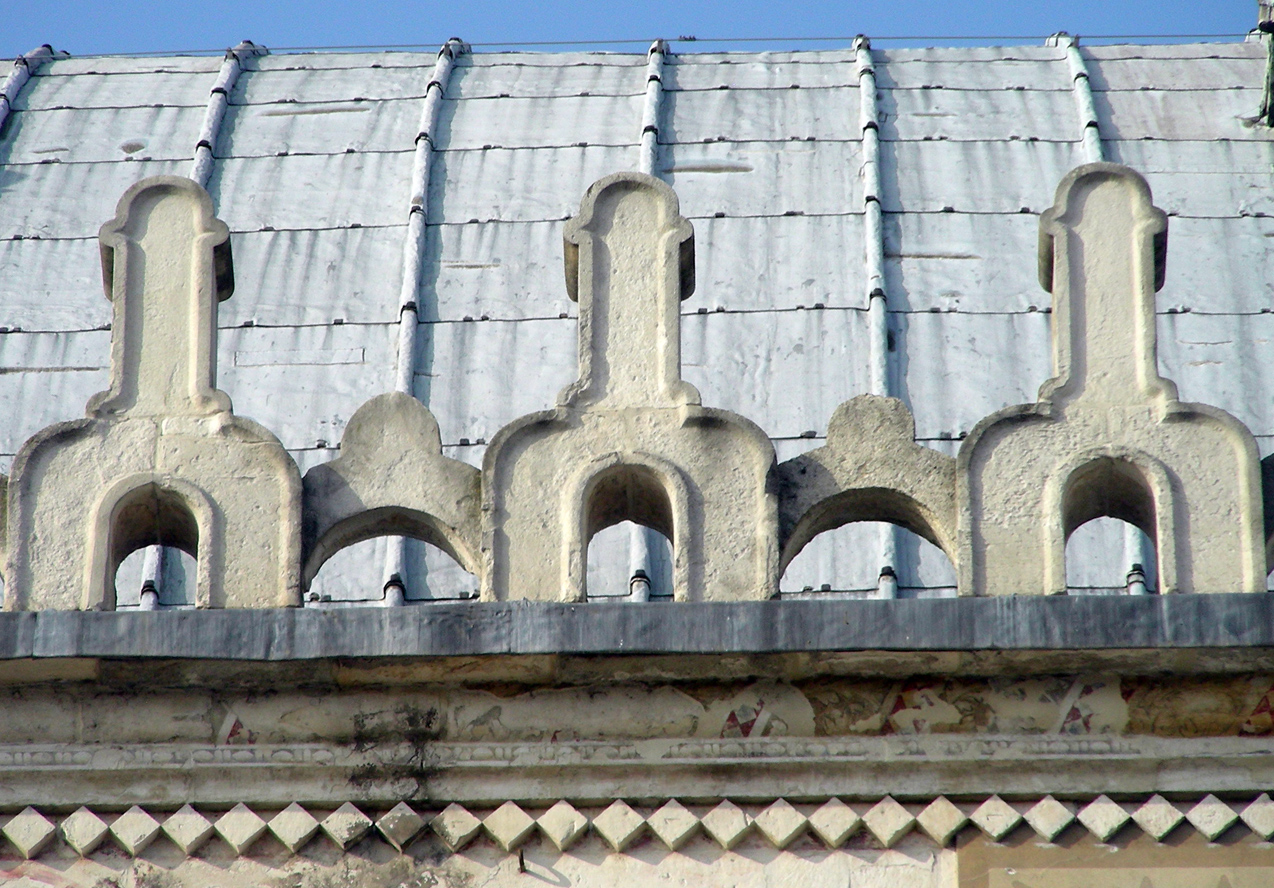
Zinnen und Zinkbleche im Dachbereich
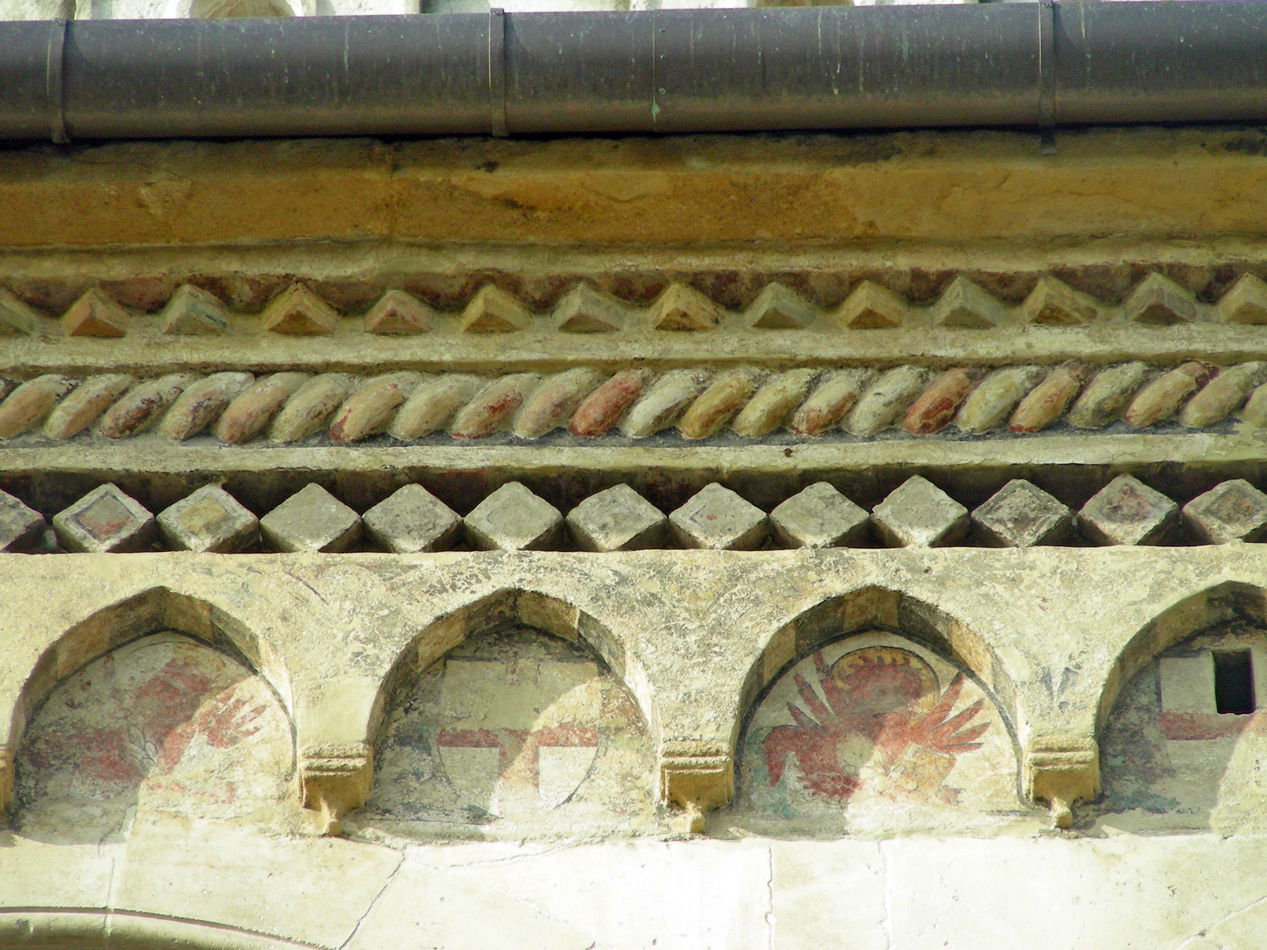
Detail der Außendekoration
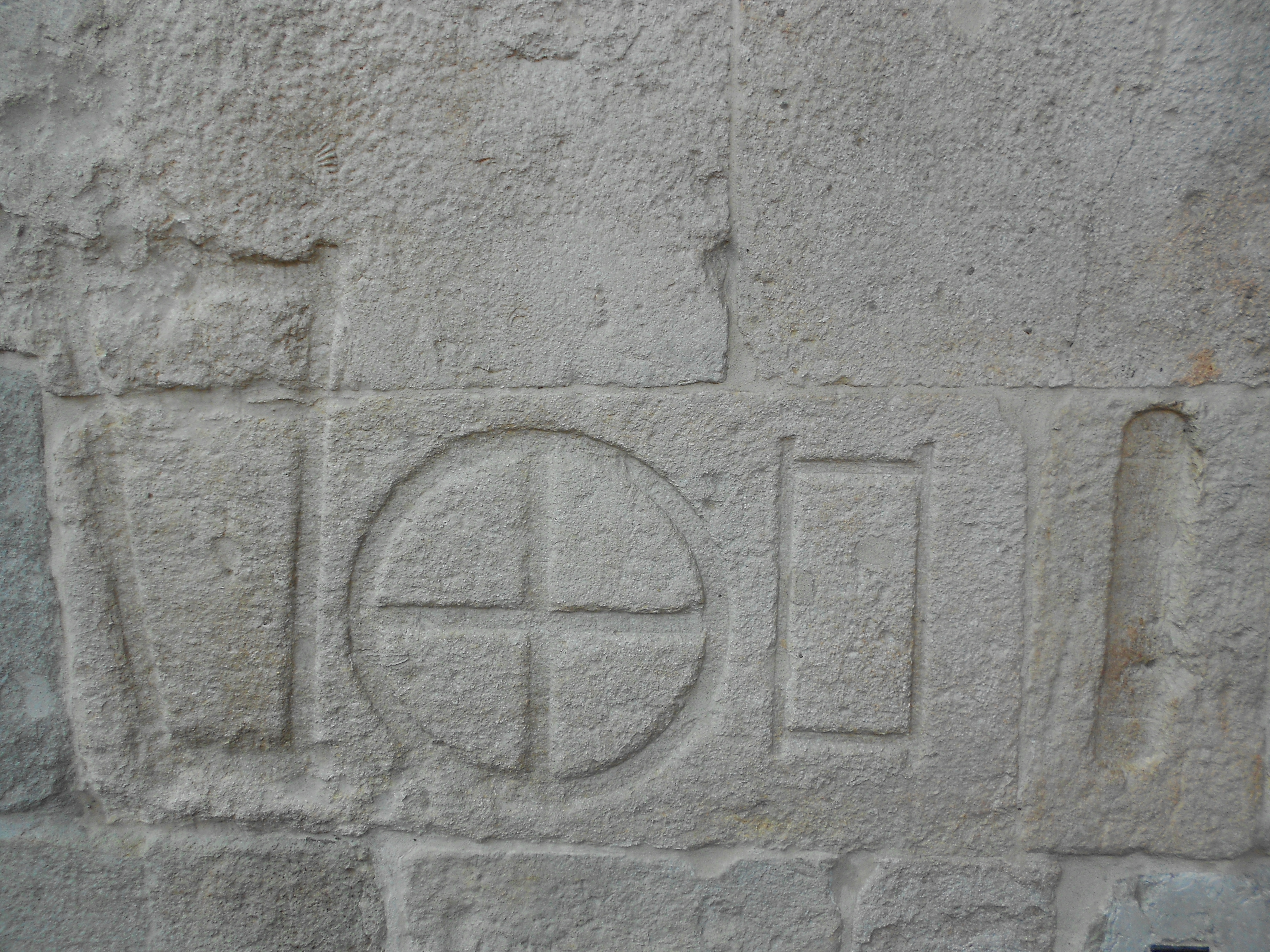
Brotmaße etc.
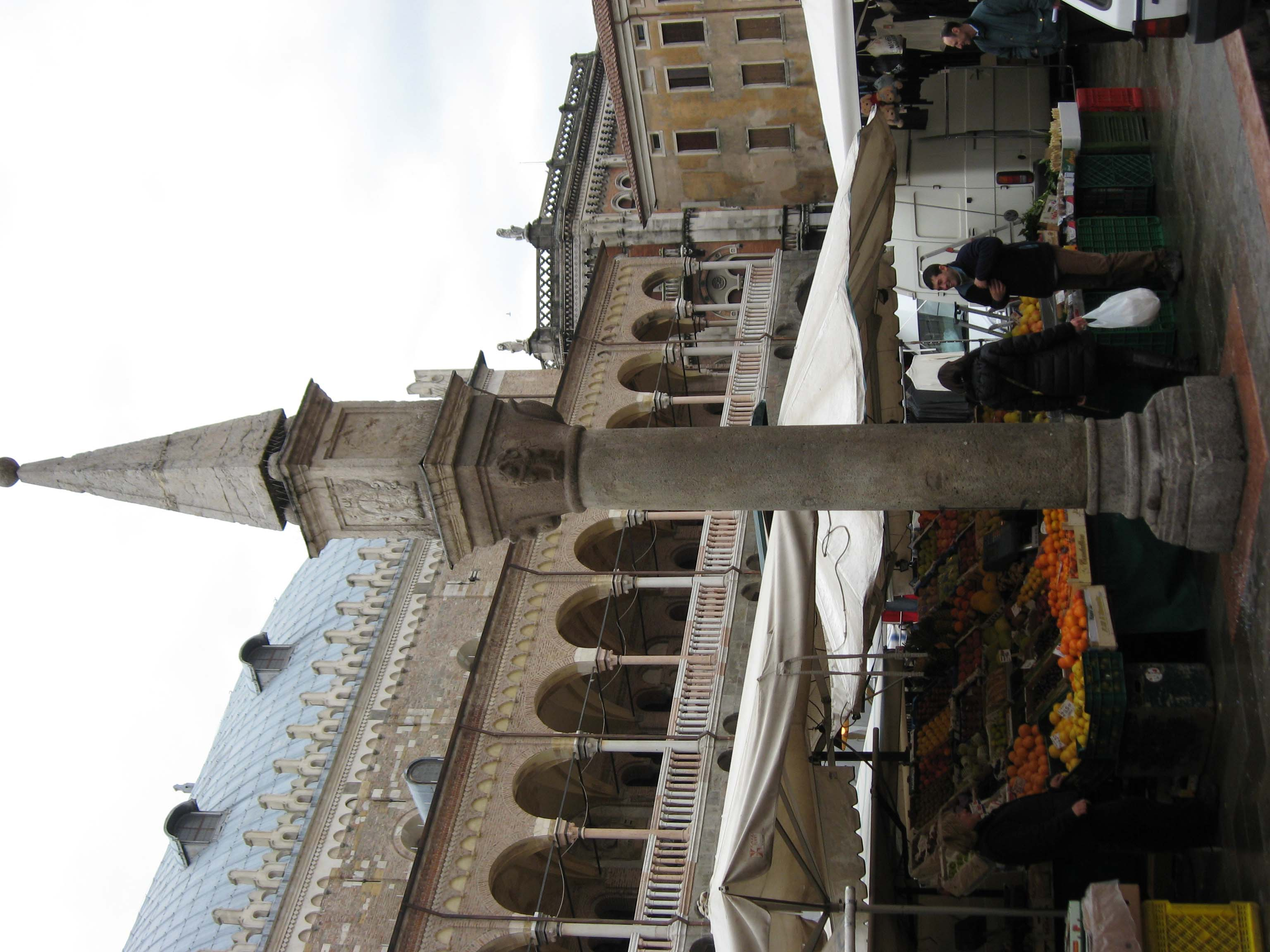
Gerichtssäule (peronio)